# Vindonissa
Vindonissa är en fornlämning i Schweiz.   Den ligger i distriktet Brugg och kantonen Aargau, i den centrala delen av landet, 80 km nordost om huvudstaden Bern. Vindonissa ligger 351 meter över havet.
Terrängen runt Vindonissa är huvudsakligen lite kuperad. Vindonissa ligger nere i en dal. Runt Vindonissa är det tätbefolkat, med 709 invånare per kvadratkilometer.. Närmaste större samhälle är Dietikon, 16,3 km sydost om Vindonissa. 
Runt Vindonissa är det i huvudsak tätbebyggt.